# 撕脱性骨折
撕脱性骨折（英語：avulsion fracture），或译为撕裂性骨折、剥离性骨折，是骨折的一种形式，指因猛烈牵扯而导致肌腱或韧带附着处的一部分骨质从骨头主体分离或撕脱。撕脱性骨折可能因为外力作用（如摔倒或拉扯）而发生在韧带上；或因为肌肉剧烈收缩而发生在肌腱上。通常而言，神经作用会限制肌肉收缩的力量以防止肌肉撕脱。但训练有素的运动员可以逾越此類神经性抑制作用的限制，产生足以折断或撕裂骨头的力量。
轻度的撕脱性骨折只需要休息、支撑绷带、冰敷等保守治疗手段，但严重时则需要侵入性的手术治疗。